# Cryptaspidiotus austroafricanus
Cryptaspidiotus austroafricanus är en insektsart som beskrevs av Karl Hermann Leonhard Lindinger 1910. Cryptaspidiotus austroafricanus ingår i släktet Cryptaspidiotus och familjen pansarsköldlöss. Inga underarter finns listade i Catalogue of Life.